# 4162 SAF
4162 SAF (mednarodno ime je tudi 4162 SAF) je asteroid v asteroidnem pasu. 

## Odkritje
Asteroid je odkril francoski astronom André Patry ( 1902 – 1960) 24. novembra 1940 v Nici.. 
Ime je okrajšava za Société Astronomique de France (Francosko astronomsko združenje).

## Lastnosti
Asteroid SAF obkroži Sonce v 4,78 letih. Njegova tirnica ima izsrednost 0,135, nagnjena pa je za 14,239° proti ekliptiki. Njegov premer je 23,31 km, okoli svoje osi se zavrti v 7,54 h .